# Fideus prims

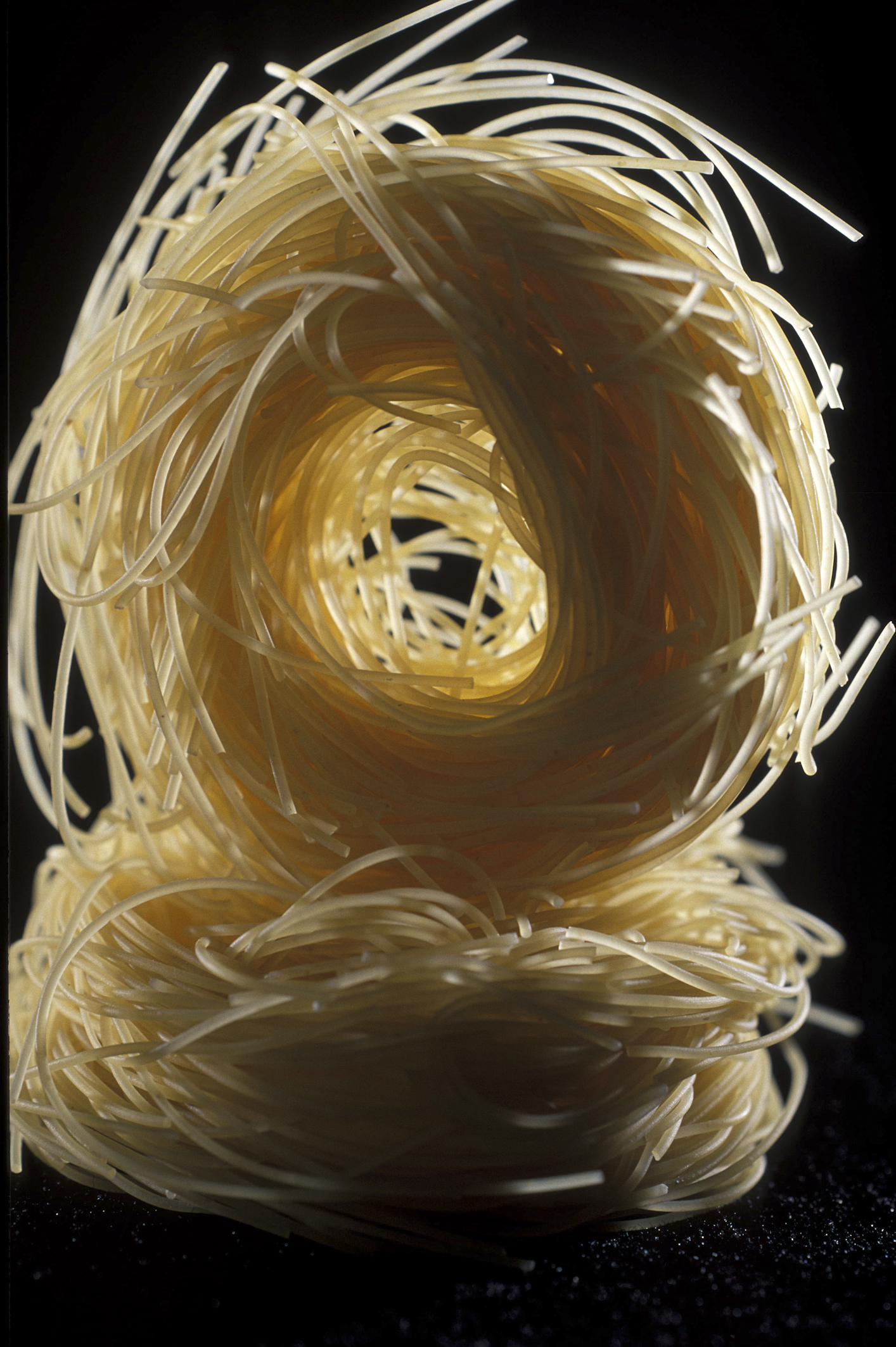
Fideus prims

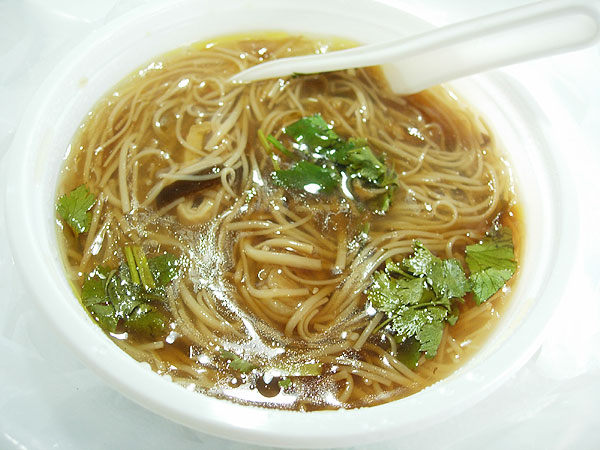
Plat de sopa amb fideus prims d'arròs, típics de Taiwan

Els fideus prims, fideus fins, fideus de cabell d'àngel o cabells d'àngel són un tipus de fideu fet amb blat i sovint amb ou que té forma de fil i curta, de dos o tres centímetres de llarg com a molt. És un dels tipus de pasta tradicionals de la cuina catalana, se solen fer servir per a sopes i brous, però també en alguns "arrossos", com per exemple els fideus rossejats.
A Portugal poden reemplaçar també l'arròs a l'arròs amb llet i en alguns indrets de la cuina mediterrània sobretot oriental es poden usar també, fregits, en una mena de pastissets dolços. Per a plats de forquilla però, solem preferir els fideus gruixuts, o fins i tot de vegades els macarrons.
A Itàlia es diuen vermicelli (verms o cucs petits) o vermicelloni. Els fideus xinesos es destrien sobretot en el fet que són molt llargs, com també ho són les tallarines i els espaguetis. També anomenem cabell d'àngel una mena de melmelada que té un aspecte similar, de petits fils prims i curts, i està feta amb carabassa de Siam.